# Arctornis meridionalis
Arctornis meridionalis är en fjärilsart som beskrevs av Holloway 1982. Arctornis meridionalis ingår i släktet Arctornis och familjen tofsspinnare. Inga underarter finns listade i Catalogue of Life.